# Тамгин, Владимир Александрович
Владимир Александрович Тамгин (24 сентября 1974, село Слобода-Кухарская, Киевская область, Украинская ССР, СССР — 9 января 2000, Аргун, Чечня, Россия) — сержант милиции, участник второй чеченской войны, Герой Российской Федерации (2000).

## Биография
Владимир Тамгин родился 24 сентября 1974 года в селе Слобода-Кухарская Киевской области Украинской ССР. Окончил среднюю школу, затем служил в Вооружённых Силах Российской Федерации. В 1994 году поступил на службу в милицию, служил в линейном отделе внутренних дел Хабаровского аэропорта, стал младшим инспектором по вооружению. В 1999 году был направлен в командировку в Чечню.
9 января 2000 года к железнодорожной станции Аргун подошли многочисленные бандформирования сепаратистов, которые атаковали группу из 30 омоновцев, защищавших её. Незадолго до этого Тамгин и его коллеги-милиционеры Виталий Бугаев и Николай Виноградов выехали на разминирование двух взрывных устройств, обнаруженных в районе железнодорожного моста через реку Аргун. Услышав звуки боя, они бросились на помощь обороняющимся. По пути им удалось сесть на попутную БМП-2. Однако вскоре и БМП, и сопровождавший её танк «Т-72» были подбиты. Выскочив из горящей машины, Тамгин, Бугаев и Виноградов пошли на прорыв. В том бою они все погибли. Действия трёх взрывотехников позволили оттянуть от станции значительные силы противника и облегчить положение отряда, который держал оборону ещё двое суток. Тамгин был похоронен на Центральном кладбище Хабаровска.
Указом Президента Российской Федерации от 26 июля 2000 года сержант милиции Владимир Тамгин посмертно был удостоен высокого звания Героя Российской Федерации.

## Память
В его имя названа средняя школа № 47 в Хабаровске, где учился Владимир Тамгин, там же на здании школы установлена мемориальная доска. Каждый год, 9 января коллектив УТ МВД России по ДФО отмечает День памяти своих коллег, павших при исполнении служебного долга в Чечне.